# Parapnyxia deserticola
Parapnyxia deserticola är en tvåvingeart som beskrevs av Werner Mohrig 1970. Parapnyxia deserticola ingår i släktet Parapnyxia och familjen sorgmyggor.
Artens utbredningsområde är Uzbekistan. Inga underarter finns listade i Catalogue of Life.